# Seeliger (cráter)

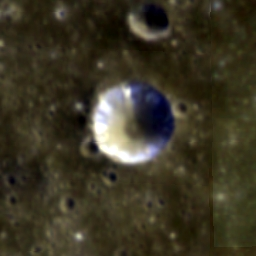
Fotografía de la misión Clementine (1994)

Seeliger es un cráter de impacto lunar relativamente pequeño que se encuentra cerca del borde sureste del Sinus Medii. Al sureste aparece una grieta denominada Rima Réaumur, siguiendo una línea hacia el noroeste. En el norte se encuentra la Rima Oppolzer de 110 km de largo, que divide el mare donde se encuentra Seeliger del resto del Sinus Medii.
|  |

Se trata de un elemento circular en forma de copa que no ha sido apreciablemente desgastado por la erosión producida por otros impactos.

## Cráteres satélite
Por convención estos elementos son identificados en los mapas lunares poniendo la letra en el lado del punto medio del cráter que está más cercano a Seeliger.
|          | \| Seeliger \| Coordenadas \| Diámetro \| \| -------- \| ------------------------- \| -------- \| \| A \| 1°48′S 3°00′E / -1.8, 3.0 \| 4 km \| \| S \| 2°06′S 2°06′E / -2.1, 2.1 \| 4 km \| \| T \| 2°12′S 4°24′E / -2.2, 4.4 \| 4 km \| |          |
| Seeliger | Coordenadas | Diámetro |
| A        | 1°48′S 3°00′E / -1.8, 3.0 | 4 km     |
| S        | 2°06′S 2°06′E / -2.1, 2.1 | 4 km     |
| T        | 2°12′S 4°24′E / -2.2, 4.4 | 4 km     |

## Referencias

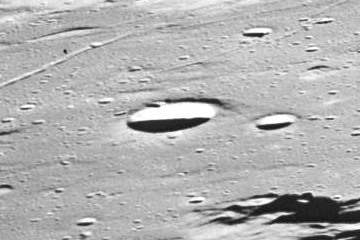
Fotografía de la misión Apolo 10